# Torneos WTA 125s en 2018
La WTA 125K series es la secundaria del circuito de tenis profesional organizado por la Asociación de Tenis de Mujeres. El WTA 125K series 2018 consiste en un calendario de diez torneos, donde cada uno paga una bolsa de premios de 125 000 dólares a excepción de los Oracle Challenger Series que reparten 150 000 dólares.

## Torneos
| Semana          | Torneo | Campeonas                                          | Subcampeonas                     | Semifinalistas                       | Cuartos de final                                                        |
| --------------- | --- | -------------------------------------------------- | -------------------------------- | ------------------------------------ | ----------------------------------------------------------------------- |
| 21 de enero     | Oracle Challenger Series Newport Beach Newport Beach, Estados Unidos $150,000 – Dura – 32S/16Q/16D Cuadro Individual – Cuadro Dobles | Danielle Collins 2-6, 6-4, 6-3                     | Sofya Zhuk                       | Ajla Tomljanović Mayo Hibi           | Su-Jeong Jang Nicole Gibbs Jil Teichmann Sachia Vickery                 |
| 21 de enero     | Oracle Challenger Series Newport Beach Newport Beach, Estados Unidos $150,000 – Dura – 32S/16Q/16D Cuadro Individual – Cuadro Dobles | Misaki Doi Jil Teichmann 7-6(7-4), 1-6, [10-8]     | Jamie Loeb Rebecca Peterson      | Ajla Tomljanović Mayo Hibi           | Su-Jeong Jang Nicole Gibbs Jil Teichmann Sachia Vickery                 |
| 26 de febrero   | Oracle Challenger Series Indian Wells Indian Wells, Estados Unidos $150,000 – Dura – 32S/16Q/16D Cuadro Individual – Cuadro Dobles   | Sara Errani 6-4, 6-2                               | Kateryna Bondarenko              | Amanda Anisimova Ajla Tomljanović    | Danielle Collins Caroline Dolehide Yanina Wickmayer Viktorija Golubic   |
| 26 de febrero   | Oracle Challenger Series Indian Wells Indian Wells, Estados Unidos $150,000 – Dura – 32S/16Q/16D Cuadro Individual – Cuadro Dobles   | Taylor Townsend Yanina Wickmayer 6-4, 6-4          | Jennifer Brady Vania King        | Amanda Anisimova Ajla Tomljanović    | Danielle Collins Caroline Dolehide Yanina Wickmayer Viktorija Golubic   |
| 16 de abril     | Zhengzhou Women's Tennis Open Zhengzhou, China $125,000 – Dura – 32S/16Q/16D Cuadro Individual – Cuadro Dobles                       | Saisai Zheng 5–7, 6–2, 6–1                         | Yafan Wang                       | Yanina Wickmayer Xinyun Han          | Mai Minokoshi Lin Zhu Danielle Lao Jiajing Lu                           |
| 16 de abril     | Zhengzhou Women's Tennis Open Zhengzhou, China $125,000 – Dura – 32S/16Q/16D Cuadro Individual – Cuadro Dobles                       | Yingying Duan Yafan Wang 7–6(5), 6–3               | Naomi Broady Yanina Wickmayer    | Yanina Wickmayer Xinyun Han          | Mai Minokoshi Lin Zhu Danielle Lao Jiajing Lu                           |
| 30 de abril     | Kunming Open Anning, China $125,000 – Tierra batida – 32S/16Q/16D Cuadro Individual – Cuadro Dobles                                  | Irina Khromacheva 3-6, 6-4, 7-6(5)                 | Zheng Saisai                     | Peng Shuai Han Xinyun                | Elitsa Kostova Amandine Hesse Yanina Wickmayer Wang Yafan               |
| 30 de abril     | Kunming Open Anning, China $125,000 – Tierra batida – 32S/16Q/16D Cuadro Individual – Cuadro Dobles                                  | Dalila Jakupović Irina Khromacheva 6-1, 6-1        | Guo Hanyu Sun Xuliu              | Peng Shuai Han Xinyun                | Elitsa Kostova Amandine Hesse Yanina Wickmayer Wang Yafan               |
| 5 de junio      | Croatian Bol Open Bol, Croacia $125,000 – Tierra batida – 32S/16Q/16D Cuadro Individual – Cuadro Dobles                              | Tamara Zidanšek 6-1, 6-3                           | Magda Linette                    | Tena Lukas Sara Errani               | Mariana Duque Anna Karolína Schmiedlová Sara Sorribes Viktorija Golubic |
| 5 de junio      | Croatian Bol Open Bol, Croacia $125,000 – Tierra batida – 32S/16Q/16D Cuadro Individual – Cuadro Dobles                              | Mariana Duque Wang Yafan 6-3, 7-5                  | Sílvia Soler Barbora Štefková    | Tena Lukas Sara Errani               | Mariana Duque Anna Karolína Schmiedlová Sara Sorribes Viktorija Golubic |
| 3 de septiembre | Oracle Challenger Series – Chicago Chicago, Estados Unidos $150,000 – Dura – 32S/24Q/16D Cuadro Individual – Cuadro Dobles           | Petra Martić 6-4, 6-1                              | Mona Barthel                     | Sachia Vickery Tatjana Maria         | Anna Blinkova Dayana Yastremska Françoise Abanda Varvara Lepchenko      |
| 3 de septiembre | Oracle Challenger Series – Chicago Chicago, Estados Unidos $150,000 – Dura – 32S/24Q/16D Cuadro Individual – Cuadro Dobles           | Mona Barthel Kristýna Plíšková 6-3, 6-2            | Asia Muhammad María Sánchez      | Sachia Vickery Tatjana Maria         | Anna Blinkova Dayana Yastremska Françoise Abanda Varvara Lepchenko      |
| 29 de octubre   | L&T Mumbai Open Mumbai, India $125,000 – Dura – 32S/16Q/16D Cuadro Individual – Cuadro Dobles                                        | Luksika Kumkhum 1-6, 6-2, 6-3                      | Irina Khromacheva                | Margarita Gasparyan Dalila Jakupović | Zheng Saisai Danka Kovinić Valentini Grammatikopoulou Lu Jiajing        |
| 29 de octubre   | L&T Mumbai Open Mumbai, India $125,000 – Dura – 32S/16Q/16D Cuadro Individual – Cuadro Dobles                                        | Natela Dzalamidze Veronika Kudermetova 6-4, 7-6(4) | Bibiane Schoofs Barbora Štefková | Margarita Gasparyan Dalila Jakupović | Zheng Saisai Danka Kovinić Valentini Grammatikopoulou Lu Jiajing        |
| 5 de noviembre  | Open de Limoges Limoges, Francia $125,000 – Dura (bajo techo) – 32S/16Q/8D Cuadro Individual – Cuadro Dobles                         | Ekaterina Alexandrova 6–2, 6–2                     | Evgeniya Rodina                  | Margarita Gasparyan Vera Zvonareva   | Anna Blinkova Ana Bogdan Pauline Parmentier Tatjana Maria               |
| 5 de noviembre  | Open de Limoges Limoges, Francia $125,000 – Dura (bajo techo) – 32S/16Q/8D Cuadro Individual – Cuadro Dobles                         | Veronika Kudermetova Galina Voskoboeva 7–5, 6–4    | Timea Bacsinszky Vera Zvonareva  | Margarita Gasparyan Vera Zvonareva   | Anna Blinkova Ana Bogdan Pauline Parmentier Tatjana Maria               |
| 12 de noviembre | OEC Taipei WTA Challenger Taipéi, Taiwán $125,000 – Dura (bajo techo) – 32S/16Q/16D Cuadro Individual – Cuadro Dobles                | Luksika Kumkhum 6–1, 6–3                           | Sabine Lisicki                   | Vitalia Diatchenko Bibiane Schoofs   | Liang En-shuo Zhu Lin Tereza Martincová Nao Hibino                      |
| 12 de noviembre | OEC Taipei WTA Challenger Taipéi, Taiwán $125,000 – Dura (bajo techo) – 32S/16Q/16D Cuadro Individual – Cuadro Dobles                | Ankita Raina Karman Thandi 6–3, 5–7, [12–12], ret. | Olga Doroshina Natela Dzalamidze | Vitalia Diatchenko Bibiane Schoofs   | Liang En-shuo Zhu Lin Tereza Martincová Nao Hibino                      |
| 12 de noviembre | Oracle Challenger Series – Houston Houston, Estados Unidos $140,000 – Dura – 32S/24Q/16D Cuadro Individual – Cuadro Dobles           | Peng Shuai 1–6, 7–5, 6–4                           | Lauren Davis                     | Jessica Pegula Sofya Zhuk            | Whitney Osuigwe Fanny Stollár Heather Watson Katherine Sebov            |
| 12 de noviembre | Oracle Challenger Series – Houston Houston, Estados Unidos $140,000 – Dura – 32S/24Q/16D Cuadro Individual – Cuadro Dobles           | Maegan Manasse Jessica Pegula 1–6, 6–4, [10–8]     | Desirae Krawczyk Giuliana Olmos  | Jessica Pegula Sofya Zhuk            | Whitney Osuigwe Fanny Stollár Heather Watson Katherine Sebov            |

## Estadística
En los cuadros figuran el número de títulos indivisuales (S) y dobles (D) ganados por cada jugadora y cada país durante la temporada, dentro de todas las categorías del torneo de la WTA 125s de 2018. Las jugadoras / países sean ordenados por:
1) el número total de títulos (un título de dobles ganado por dos jugadoras que representan a la misma nación solo es tomado por uno).
2) primero individuales > luego los dobles.
3) por orden alfabético (por los apellidos de las jugadoras).
Para evitar la confusión y la doble contabilización, estas tablas deben actualizarse solo después de que un evento se haya completado.

### Títulos por tenistas
| Total | Jugadoras             | S | D | S | D |
| ----- | --------------------- | - | - | - | - |
| 2     | Luksika Kumkhum       | ● |   | 2 | 0 |
| 2     | Irina Khromacheva     | ● | ● | 1 | 1 |
| 2     | Veronika Kudermetova  |   | ● | 0 | 2 |
| 2     | Yafan Wang            |   | ● | 0 | 2 |
| 1     | Ekaterina Alexandrova | ● |   | 1 | 0 |
| 1     | Danielle Collins      | ● |   | 1 | 0 |
| 1     | Sara Errani           | ● |   | 1 | 0 |
| 1     | Petra Martić          | ● |   | 1 | 0 |
| 1     | Shuai Peng            | ● |   | 1 | 0 |
| 1     | Saisai Zheng          | ● |   | 1 | 0 |
| 1     | Tamara Zidanšek       | ● |   | 1 | 0 |
| 1     | Mona Barthel          |   | ● | 0 | 1 |
| 1     | Misaki Doi            |   | ● | 0 | 1 |
| 1     | Yingying Duan         |   | ● | 0 | 1 |
| 1     | Mariana Duque         |   | ● | 0 | 1 |
| 1     | Natela Dzalamidze     |   | ● | 0 | 1 |
| 1     | Dalila Jakupović      |   | ● | 0 | 1 |
| 1     | Maegan Manasse        |   | ● | 0 | 1 |
| 1     | Jessica Pegula        |   | ● | 0 | 1 |
| 1     | Kristýna Plíšková     |   | ● | 0 | 1 |
| 1     | Ankita Raina          |   | ● | 0 | 1 |
| 1     | Karman Thandi         |   | ● | 0 | 1 |
| 1     | Jil Teichmann         |   | ● | 0 | 1 |
| 1     | Taylor Townsend       |   | ● | 0 | 1 |
| 1     | Galina Voskoboeva     |   | ● | 0 | 1 |
| 1     | Yanina Wickmayer      |   | ● | 0 | 1 |

### Títulos por país
| Total | Países          | S | D |
| ----- | --------------- | - | - |
| 6     | Rusia           | 2 | 4 |
| 5     | China           | 2 | 3 |
| 3     | Estados Unidos  | 1 | 2 |
| 2     | Tailandia       | 2 | 0 |
| 2     | Eslovenia       | 1 | 1 |
| 1     | Croacia         | 1 | 0 |
| 1     | Italia          | 1 | 0 |
| 1     | Alemania        | 0 | 1 |
| 1     | Bélgica         | 0 | 1 |
| 1     | Colombia        | 0 | 1 |
| 1     | India           | 0 | 1 |
| 1     | Japón           | 0 | 1 |
| 1     | Kazajistán      | 0 | 1 |
| 1     | República Checa | 0 | 1 |
| 1     | Suiza           | 0 | 1 |